# Fredrik Wagner
Fredrik Johan Robert Wagner, född 11 mars 1980 i Jönköping, är en svensk skådespelare.

## Biografi
2005 flyttade Wagner till New York för att studera filmskådespeleri på New York Film Academy. Han har medverkat i över 30 filmer och TV-serier, bland annat i den tyska serien Inga Lindström.
Våren 2015 var Wagner utvald av en internationell jury till Northern Lights under Berlin Filmfestival. I Margarethe von Trottas film Forget About Nick från 2017 spelade han mot Westworld-stjärnan Ingrid Bolsø Berdal. 
Vid sidan om sin skådespelarkarriär driver Fredrik Wagner studion Apartment 86 på Södermalm i Stockholm. Inspirationen till studion kommer från amerikanska The Factory i New York och är en studio för skådespelare, producenter, manusförfattare, regissörer och övrigt branschfolk.

## Filmografi
- 2010 - Tussilago
- 2010 - Himlen är oskyldigt blå
- 2010 - Återfödelsen
- 2010 - The Great Dying
- 2011 - Irene Huss
- 2012 - En plats i solen
- 2013 - Julie
- 2013 - Elsas Värld
- 2014 - Gina Dirawi Show
- 2016 - Gråzon
- 2016 - NSU: Hatets underjord
- 2016 - Beck (1 avsnitt)
- 2016 - Dicte
- 2016 - Huldra: Lady of the Forest
- 2017 - Hard Way: the action musical
- 2017 - Forget About Nick
- 2017 - Kroongetuige
- 2018 - Inga Lindström
- 2018 - Gabriel Klint
- 2019 - Enkelstöten
- 2019 - Helt perfekt (post-production)
- 2019 - Vitt skräp (post-production)
- 2020 - The Rose in the Flame (pre-production)
- 2021 – Sommaren med släkten (TV-serie)
- 2021 – Maria Wern – En orättvis rättvisa (TV-serie)
- 2025 – Genombrottet (TV-serie)